# Rotfußröhrlinge
Die Rotfußröhrlinge (Xerocomellus) sind eine Pilzgattung aus der Familie der Dickröhrlingsverwandten (Boletaceae). Sie waren bis 2008 Bestandteil der Filzröhrlinge (Xerocomus), wurden aber aufgrund neuer verwandtschaftlicher Erkenntnisse in eine eigene Gattung gestellt.
Die Typusart ist der Gemeine Rotfußröhrling (Xerocomellus chrysenteron).

## Merkmale
Bei den Rotfußröhrlingen handelt es sich um Arten mit kleinen bis überwiegend mittelgroßen und häufig lebhaft gefärbten Fruchtkörpern. Der Hut besitzt eine trockene, zunächst samtige und später oft felderig aufgerissene Hutoberfläche. Der manchmal längsgestreifte, aber meist nicht genetzte Stiel ist in der Regel schlank und nicht sehr festfleischig.

## Gattungsabgrenzung
Entscheidende Merkmale zur Abgrenzung der Rotfußröhrlinge von den Filzröhrlingen, Dickröhrlingen und der Gattung Hemileccinum nach Šutara:

### Abgrenzung von den Filzröhrlingen
|                  | Rotfußröhrlinge Xerocomellus | Filzröhrlinge Xerocomus s. str. |
| ---------------- | --- | --- |
| Sporenoberfläche | längsgestreift oder glatt, nie stäbchenförmig | stäbchenförmig |
| Röhrentrama      | im voll entwickelten Stadium eine Struktur, die in der Mitte zwischen dem dickröhrlingsartigen (boletoid) und blätterröhrlingsartigen Typ (phylloporoid) liegt. Äußere Schichten schwach aber deutlich gelatinös, lose angeordnet, mit deutlich voneinander entfernten Hyphen. In Kongorot-Präparaten erscheint die Innenschicht viel röter als die äußere Schicht. | blätterröhrlingsartig. Äußere Schicht nicht gelatinös, mit dicht angeordneten Hyphen, die sich gegenseitig fast oder ganz berühren. In Kongorot-Präparaten ist die Innenschicht gleich oder fast gleich stark wie die äußere Schicht gefärbt. |
| Hutdeckschicht   | im Anfangsstadium ein typisches Palisadoderm | im frühen Stadium ein Trichoderm |
| Stielrinde       | fehlt oder stark reduziert, meist 30(–40) Mikrometer breit | in einigen jungen Fruchtkörpern bis zu 80(–200) µm breit |
| Stielfleisch     | in der Stielbasis nicht so hart wie bei den Filzröhrlingen | in der Stielbasis relativ hart |

### Abgrenzung von den Dickröhrlingen
|                | Rotfußröhrlinge Xerocomellus                                                                                                  | Dickröhrlinge Boletus s. str. |
| -------------- | --- | --- |
| Fruchtkörper   | meist kleiner und schlanker, typisches filzröhrlingsartiges Aussehen                                                          | meist fleischig und robuster, in der Regel mit dickröhrlingsartigem Aussehen                                                      |
| Hutdeckschicht | im Anfangsstadium ein Palisadoderm                                                                                            | ein Trichoderm, manchmal kollabierend, nur selten vorübergehend ein Ixotrichoderm oder anders verändert                           |
| Hutoberfläche  | weder schleimig noch klebrig, wenn feucht                                                                                     | normalerweise etwas schleimig oder zumindest klebrig, wenn feucht                                                                 |
| Röhrentrama    | Aufbau mittig zwischen dem dickröhrlings- und blätterröhrlingsartigem Typ, mit schwach gelatinöser äußerer Schicht            | Aufbau richtig dickröhrlingsartig, äußere Schicht im voll entwickelten Stadium mehr gelatinös als bei den Rotfußröhrlingen        |
| Poren          | voll entwickelt eckig und relativ groß, ca. 1–2,5 mm                                                                          | rundlich und ziemlich klein, in der Regel nicht größer als 1 mm                                                                   |
| Röhren         | nicht länger als 10(–14) mm, fast angewachsen oder etwas ausgebuchtet um den Stiel herum und mit einem Zahn kurz herablaufend | voll entwickelt bis zu 20(–35) mm lang, für gewöhnlich um den Stiel ausgebuchtet herum, manchmal fast frei und nicht herablaufend |
| Stielrinde     | fehlt oder stark reduziert, nicht dicker als 30(–40) µm und nicht gelatinös                                                   | unter günstigen Bedingungen meist gut entwickelt, bis zu 60(–90) µm dick, oft gelatinös                                           |

### Abgrenzung vonHemileccinum
|                 | Rotfußröhrlinge Xerocomellus                                                                                             | Hemileccinum |
| --------------- | --- | --- |
| Fruchtkörper    | kleiner und schlanker als bei Hemileccinum-Arten; allgemeines Erscheinungsbild rotfußröhrlingsartig                      | größer und fleischiger; allgemeines Erscheinungsbild in der Mitte zwischen Dick- und Raufußröhrlingen                                                     |
| Stieloberfläche | sehr fein granuliert | schuppig, mit hellen aber deutlichen Schüppchen |
| Stielrinde      | fehlt oder stark reduziert, meist 30(–40) µm dick                                                                        | raufußröhrlingsartiger Typ, bis zu 400(–640) µm dick, in charakteristische Hyphenbüschel aufbrechend                                                      |
| Hutdeckschicht  | im Anfangsstadium ein Palisadoderm                                                                                       | im Anfangsstadium ein Trichoderm; später kollabieren die trichodermalen Hyphen teilweise oder der Aufbau wandelt sich vollständig zu einem Subepithelium. |
| Poren           | voll entwickelt relativ groß, ca. 1–2,5 mm, eckig                                                                        | kleiner als 1 mm, rundlich |
| Röhren          | höchstens 10(–14) mm lang, fast angewachsen oder um den Stiel herum etwas ausgebuchtet, mit einem Zahn kurz herablaufend | im Alter bis zu 20(–30) mm lang, um den Stiel herum etwas ausgebuchtet, manchmal fast frei, nicht herablaufend                                            |
| Röhrentrama     | Struktur zwischen dickröhrlings- und blätterröhrlingsartigem Typ                                                         | dickröhrlingsartig |

## Arten
Die Gattung umfasste ursprünglich 15 Arten, von denen 13 in Europa vorkommen bzw. zu erwarten waren. Die Artengruppe um den Blutroten Rotfußröhrling (Xerocomellus rubellus) wird inzwischen aufgrund von phylogenetischen Erkenntnissen in der eigenständigen Gattung Hortiboletus geführt. Der Aprikosenfarbene Rotfußröhrling (X. armeniacus) und nahe verwandte Arten bilden neuerdings die Gattung Rheubarbariboletus.
| Rotfußröhrlinge (Xerocomellus) weltweit (* = nicht europäische Arten) |                           |                                                         |
| \| Deutscher Name \| Wissenschaftlicher Name \| Autorenzitat \| \| -------------------------------------------- \| ------------------------- \| ------------------------------------------------------- \| \| Gemeiner oder Echter Rotfußröhrling \| Xerocomellus chrysenteron \| (Bulliard 1791) Šutara 2008 \| \| Starkblauender oder Südlicher Rotfußröhrling \| Xerocomellus cisalpinus \| (Simonini, H. Ladurner & Peintner 2003) Klofac 2011 \| \| Dunkelroter Rotfußröhrling \| Xerocomellus dryophilus \| (Thiers 1975) N. Siegel, C.F. Schwarz & J.L. Frank 2014 \| \| Finnischer Rotfußröhrling \| Xerocomellus fennicus \| (Harmaja 1999) Šutara 2008 \| \| Orangeroter Rotfußröhrling \| Xerocomellus marekii \| (Šutara & Skála 2007) Šutara 2008 \| \| Düsterer oder Falscher Rotfußröhrling \| Xerocomellus porosporus \| (Imler ex G. Moreno & Bon 1977) Šutara 2008 \| \| Bereifter oder Stattlicher Rotfußröhrling \| Xerocomellus pruinatus \| (Fries & Hök 1835) Šutara 2008 \| \| Ufer-Rotfußröhrling \| Xerocomellus ripariellus \| (Redeuilh 1997) Šutara 2008 \| \| Dünnstieliger Rotfußröhrling* \| Xerocomellus truncatus* \| (Singer, Snell & E.A. Dick 1959) Klofac 2011 \| \| Zellers Rotfußröhrling* \| Xerocomellus zelleri* \| (Murrill 1912) Klofac 2011 \| |                           |                                                         |
| Deutscher Name | Wissenschaftlicher Name   | Autorenzitat                                            |
| Gemeiner oder Echter Rotfußröhrling | Xerocomellus chrysenteron | (Bulliard 1791) Šutara 2008                             |
| Starkblauender oder Südlicher Rotfußröhrling | Xerocomellus cisalpinus   | (Simonini, H. Ladurner & Peintner 2003) Klofac 2011     |
| Dunkelroter Rotfußröhrling | Xerocomellus dryophilus   | (Thiers 1975) N. Siegel, C.F. Schwarz & J.L. Frank 2014 |
| Finnischer Rotfußröhrling | Xerocomellus fennicus     | (Harmaja 1999) Šutara 2008                              |
| Orangeroter Rotfußröhrling | Xerocomellus marekii      | (Šutara & Skála 2007) Šutara 2008                       |
| Düsterer oder Falscher Rotfußröhrling | Xerocomellus porosporus   | (Imler ex G. Moreno & Bon 1977) Šutara 2008             |
| Bereifter oder Stattlicher Rotfußröhrling | Xerocomellus pruinatus    | (Fries & Hök 1835) Šutara 2008                          |
| Ufer-Rotfußröhrling | Xerocomellus ripariellus  | (Redeuilh 1997) Šutara 2008                             |
| Dünnstieliger Rotfußröhrling* | Xerocomellus truncatus*   | (Singer, Snell & E.A. Dick 1959) Klofac 2011            |
| Zellers Rotfußröhrling* | Xerocomellus zelleri*     | (Murrill 1912) Klofac 2011                              |

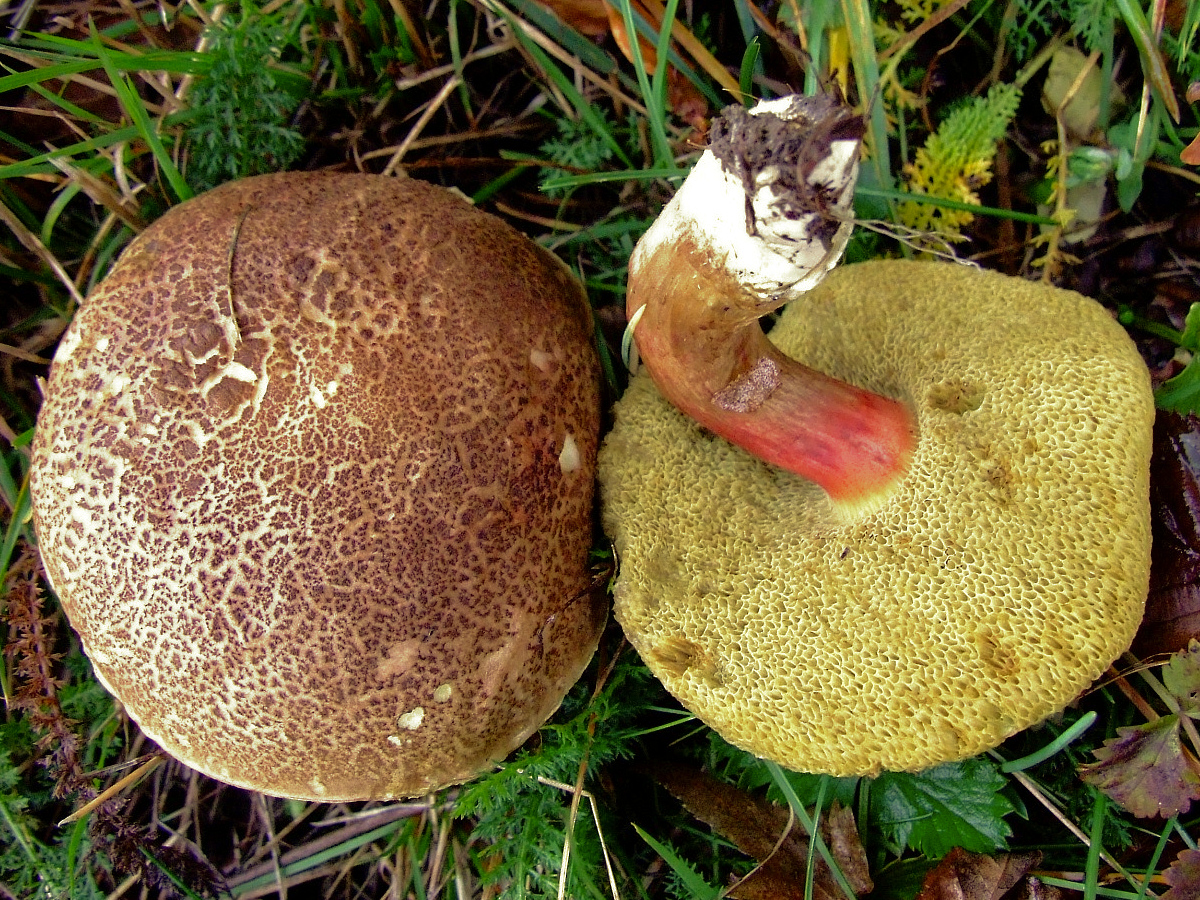
Gemeiner Rotfußröhrling Xerocomellus chrysenteron
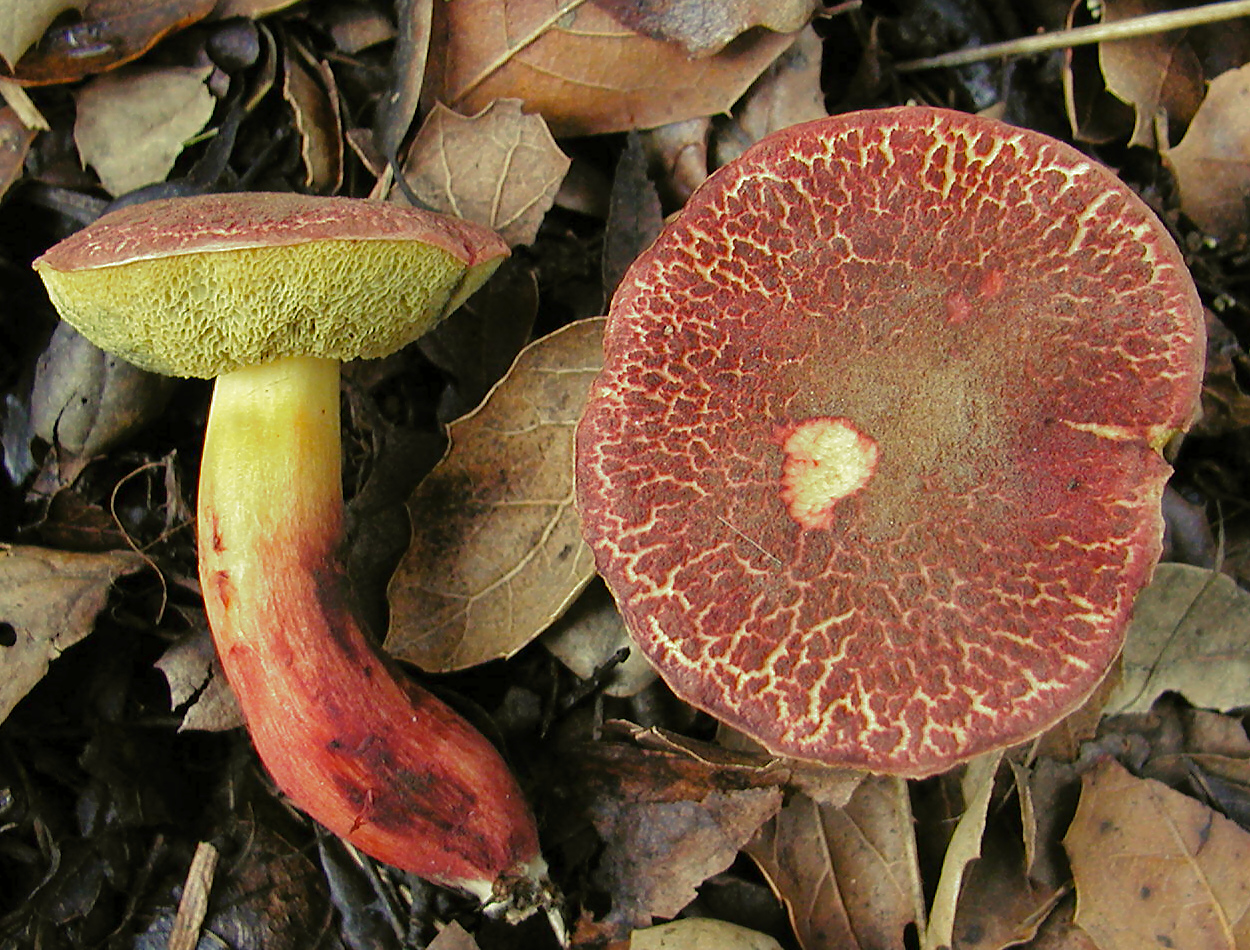
Dunkelroter Rotfußröhrling Xerocomellus dryophilus
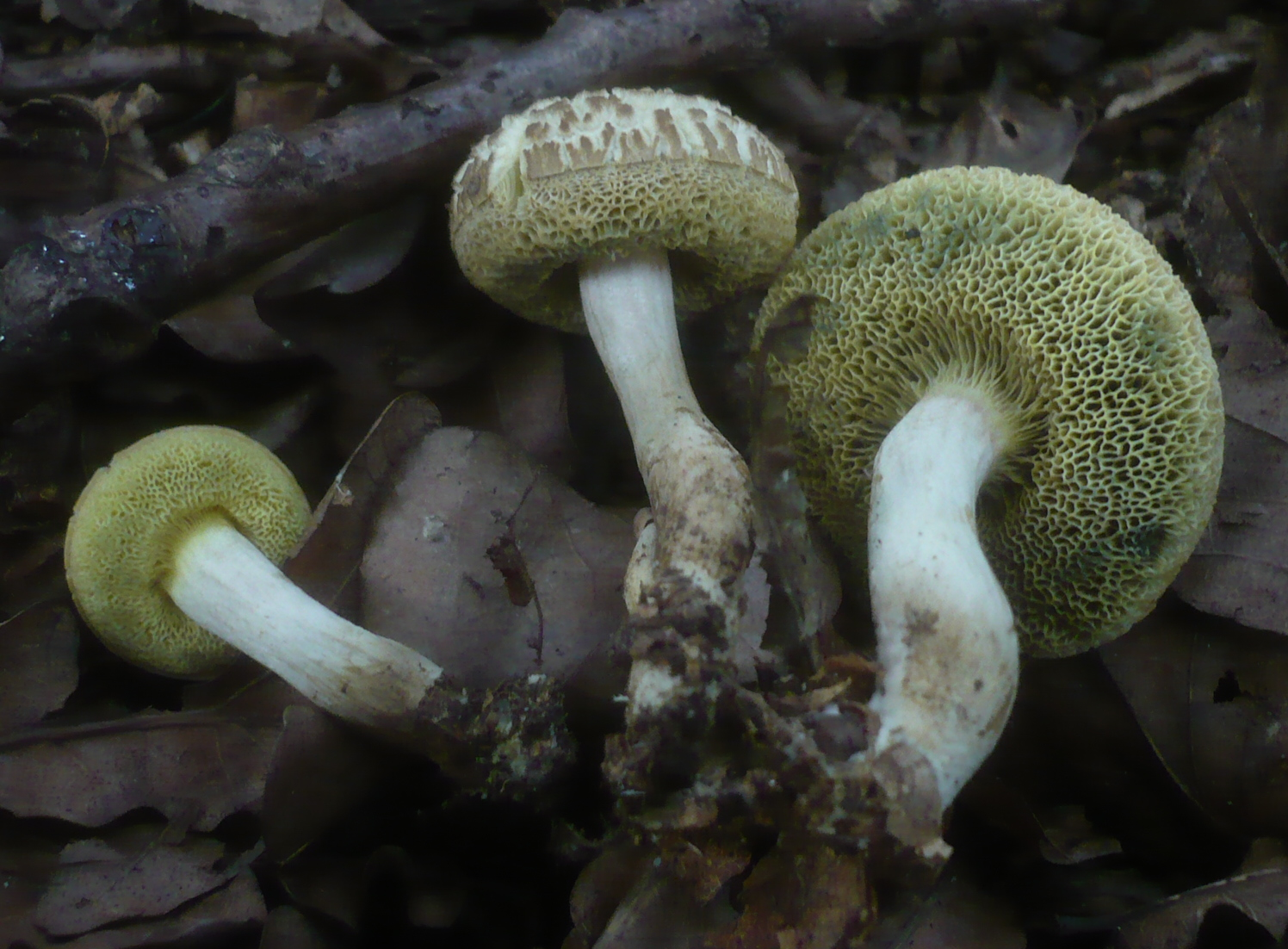
Düsterer Rotfußröhrling Xerocomellus porosporus
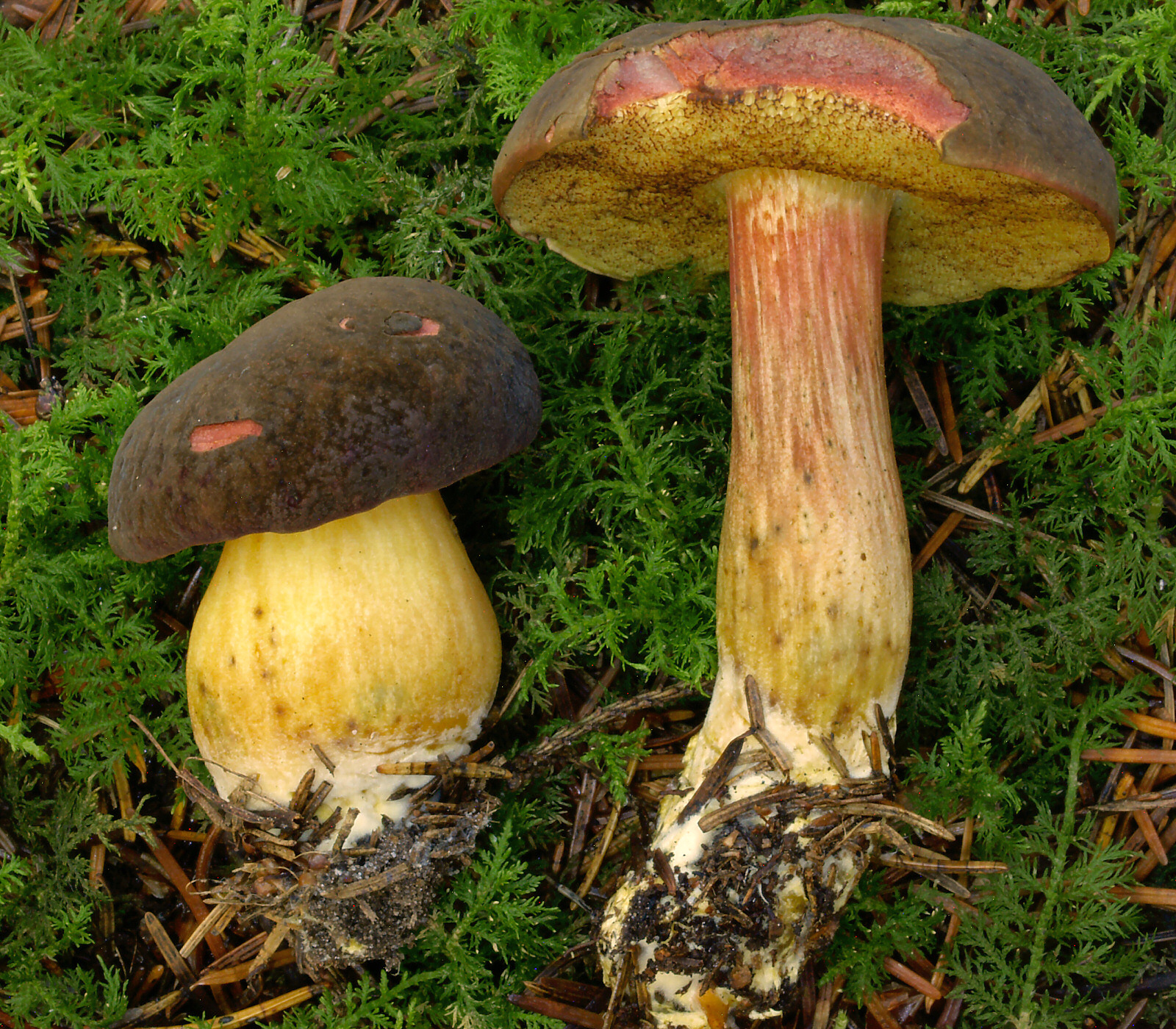
Bereifter oder Stattlicher Rotfußröhrling Xerocomellus pruinatus
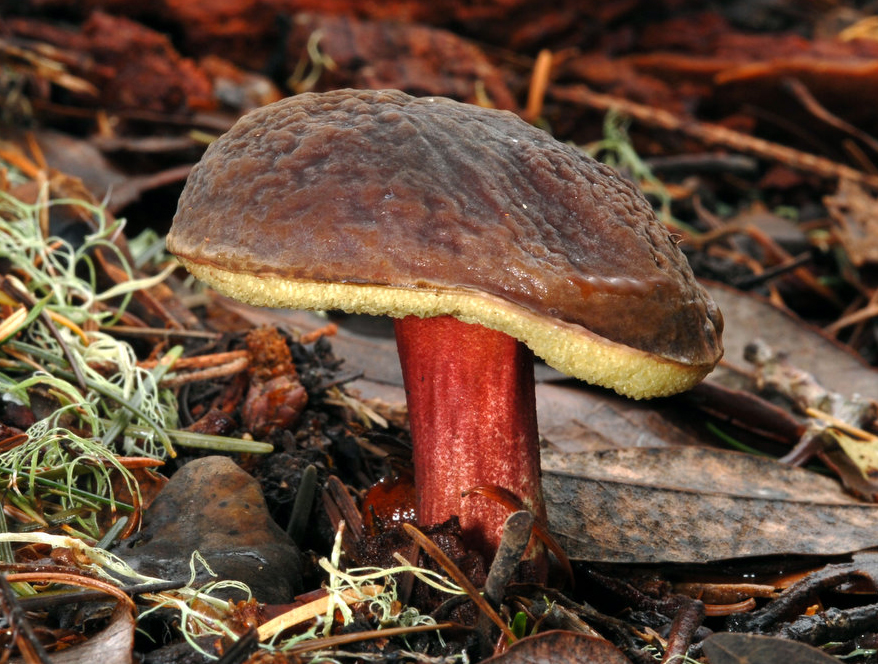
Xerocomellus zelleri